# 南流山車站
南流山車站（日语：／ Minami-Nagareyama eki */?）位於日本千葉縣流山市鰭崎（鰭ヶ崎），是東日本旅客鐵道（JR東日本）與首都圈新都市鐵道所共同經營的鐵路車站。南流山是JR東日本於東京外圍的主力交通線武藏野線與首都圈新都市鐵道所經營的筑波快線（つくばエクスプレス）之交會車站與兩線之間的轉車點，其中高架設計的JR站區是JR東日本東京支社管轄範圍下的車站之一，車站編號JM16，而筑波快線的車站編號則是TX10。

## 簡介
在JR東日本部分，除了武藏野線外，本站同時也是武藏野線的兩條支線與正線間之分岔點，分別是連往常磐線北小金車站的支線（通稱為北小金支線），與連往常磐線馬橋車站的支線（通稱為馬橋支線）。這兩條支線基本上是貨物列車專用的路線，但偶爾也有客運列車經過，包括途經北小金支線、往返於東京與日立間的京葉線－常磐線臨時急行列車WakuWaku舞濱·東京號與一些臨時團體列車。雖然實際上行駛的是距離較短的支線，但在票價的計算上，仍然會依照途經新松戶車站的主線里程數來計價。

## 車站構造

### JR東日本
JR東日本所屬的南流山車站是一個設置有相對式月台一對、兩條乘車線的高架車站，車站內原本設有綠窗口，但已在2012年1月21日時結束營業，改以對號座售票機（指定席券売機）取而代之。設在鐵路線正下方的車站站房與月台區之間有4具手扶梯與2具電梯連結，2012年11月12日時，JR東日本的子公司JR東日本零售網路（JR東日本Retail Net）在日本慣稱為「驛中」的檢票區內開設了連鎖書店「Book Express南流山店」（ブックエキスプレス南流山店）。

#### 月台配置
| 月台 | 路線     | 方向 | 目的地                           |
| ---- | -------- | ---- | -------------------------------- |
| 1    | 武藏野線 | 上行 | 往南浦和、西國分寺、府中本町方向 |
| 2    | 武藏野線 | 下行 | 往新松戶、西船橋、東京方向       |

（來源：JR東日本:車站構內圖 （页面存档备份，存于））

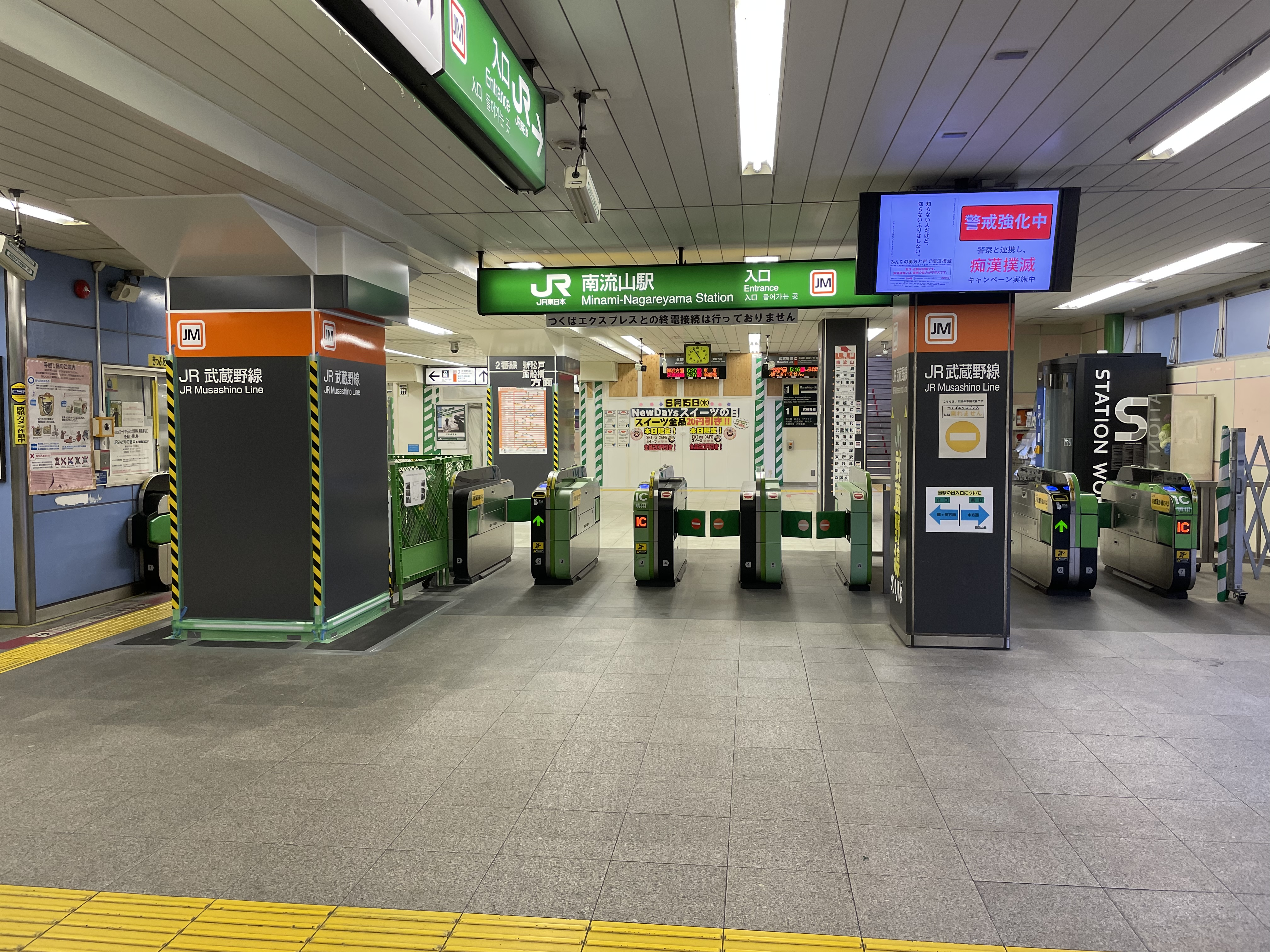
閘口（2022年6月）
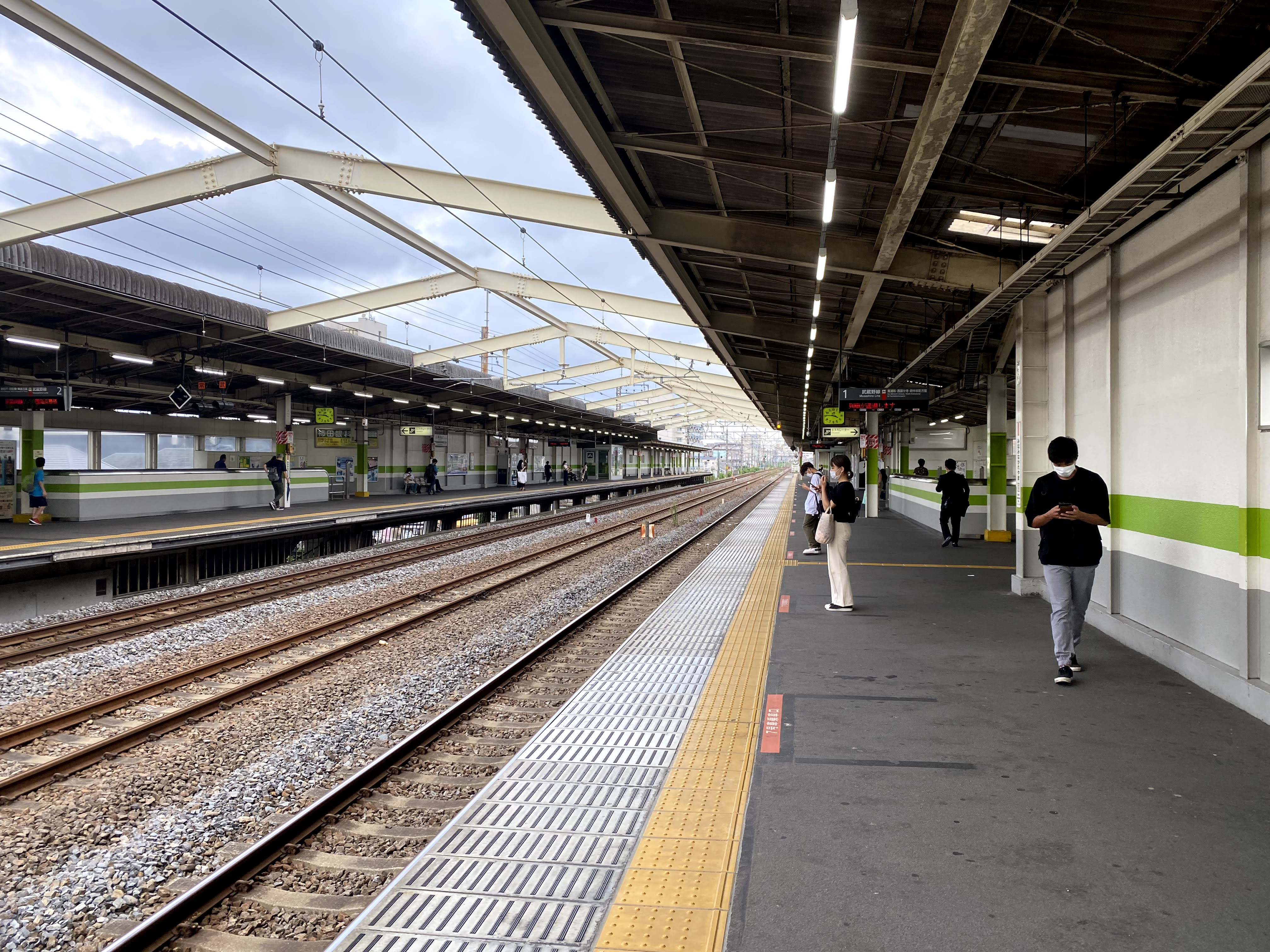
1號月台（2021年7月）
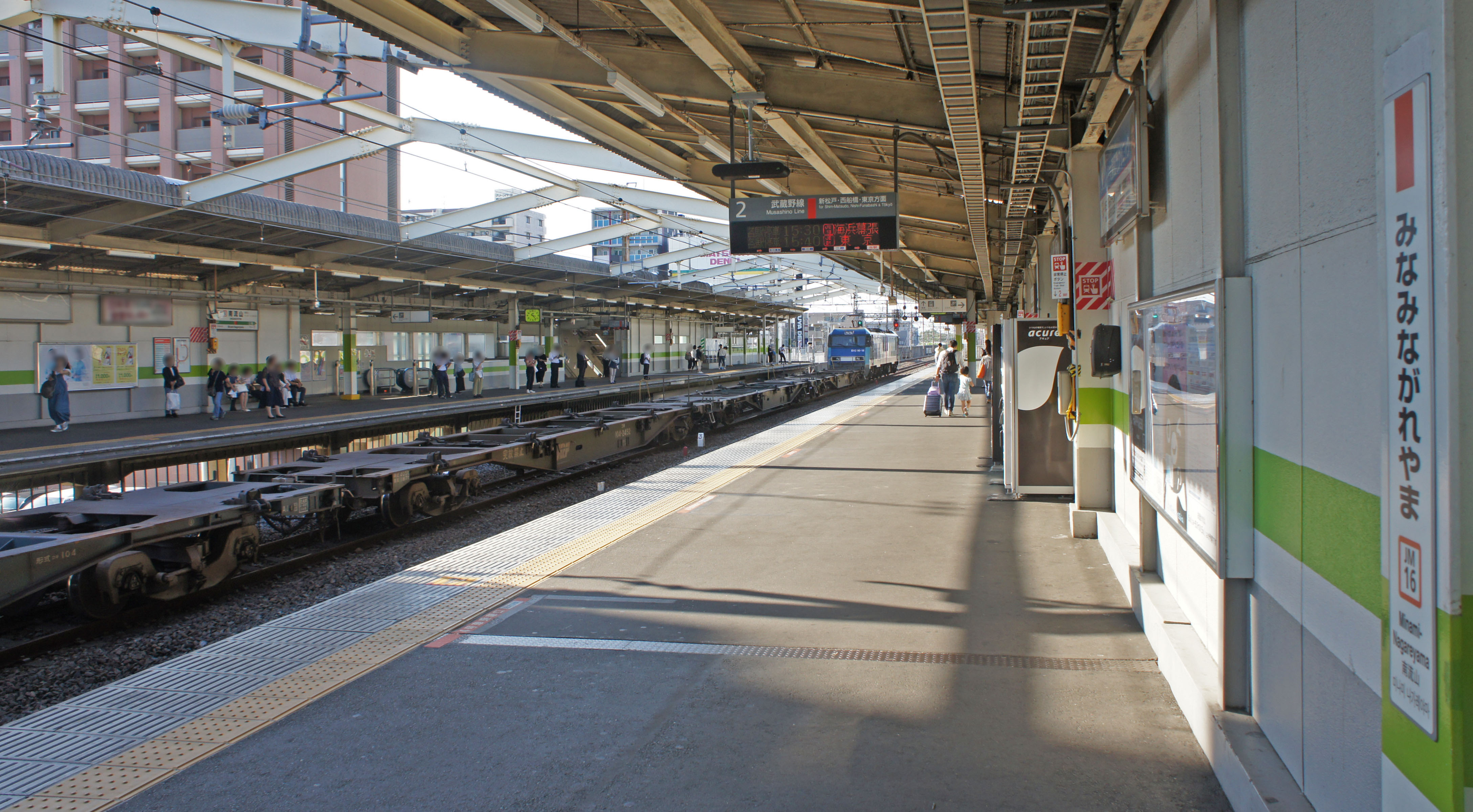
2號月台（2019年9月）

#### 周邊的JR線鐵路配置圖
| | ↑ 往南浦和、西國分寺、府中本町、梶谷貨物總站方向            |                                |
| ← 往北千住、上野、 代代木上原、 田端信號場、 新小岩信号場 方向                                                                                           | 東日本旅客鐵道 南流山站與武藏野線貨物支線周邊的鐵道配線略圖 | → 往柏、取手、 土浦、水戶 方向 |
| | ↓ 往西船橋、東京、海濱幕張方向                              |                                |
| 图例 参考文献： * 高橋政士 「」圖6-A與圖6-B、「」，《鐵道畫刊》第58卷9號（通卷第808號） p.53～54，電氣車研究會 出版 ※ 本圖省略了馬橋附近和流山線的配線。 |                                                             |                                |

### 首都圈新都市鐵道
筑波快線上的南流山是一座地下車站，站內設有一座島式月台，兩條乘車線。由於是與JR線之間換車的重點車站，因此全線所有等級的列車都會停站。除此之外，在北千住至守谷之間多達10個車站之中，南流山也是唯一一個既有而非全新設置的車站。2012年度的單日平均上車人次達30,550人，是全線僅次於起點站秋葉原與還在市區內的北千住兩站外，搭車人次排名第三的大站。
2011年6月至2012年9月23日間，南流山曾經進行過月台延長工程，向前後兩端增建了約40公尺（相當於兩節車廂長度），利用錯開上下行列車停靠位置的方式減緩尖峰時間時月台上的擁擠。

#### 月台配置
| 月台 | 路線     | 方向 | 目的地     |
| ---- | -------- | ---- | ---------- |
| 1    | 筑波快線 | 下行 | 筑波方向   |
| 2    | 筑波快線 | 上行 | 秋葉原方向 |

## 使用情況
- JR東日本：2019年度的1日平均上車人次為35,517人[利用客数 1]，在武藏野線內26個車站當中排行第9名。
- 首都圈新都市鐵道：2019年度的1日平均上車人次為37,560人[利用客数 2]。2015年度超過流山大鷹之森，在筑波快線的20個車站當中排行第4名。

近年的1日平均上車人次推移如下表。
| 年度               | JR東日本 | 首都圈 新都市鐵道 | 來源     |
| ------------------ | -------- | ----------------- | -------- |
| 1990年（平成02年） | 9,465    | 未 開 業          | [ * 1 ]  |
| 1991年（平成03年） | 10,409   | 未 開 業          | [ * 2 ]  |
| 1992年（平成04年） | 11,550   | 未 開 業          | [ * 3 ]  |
| 1993年（平成05年） | 12,180   | 未 開 業          | [ * 4 ]  |
| 1994年（平成06年） | 12,481   | 未 開 業          | [ * 5 ]  |
| 1995年（平成07年） | 12,700   | 未 開 業          | [ * 6 ]  |
| 1996年（平成08年） | 13,038   | 未 開 業          | [ * 7 ]  |
| 1997年（平成09年） | 12,929   | 未 開 業          | [ * 8 ]  |
| 1998年（平成10年） | 12,969   | 未 開 業          | [ * 9 ]  |
| 1999年（平成11年） | 13,058   | 未 開 業          | [ * 10 ] |
| 2000年（平成12年） | 13,332   | 未 開 業          | [ * 11 ] |
| 2001年（平成13年） | 13,437   | 未 開 業          | [ * 12 ] |
| 2002年（平成14年） | 13,442   | 未 開 業          | [ * 13 ] |
| 2003年（平成15年） | 13,494   | 未 開 業          | [ * 14 ] |
| 2004年（平成16年） | 13,790   | 未 開 業          | [ * 15 ] |
| 2005年（平成17年） | 16,698   | 13,589            | [ * 16 ] |
| 2006年（平成18年） | 20,944   | 19,350            | [ * 17 ] |
| 2007年（平成19年） | 23,235   | 23,819            | [ * 18 ] |
| 2008年（平成20年） | 24,843   | 26,168            | [ * 19 ] |
| 2009年（平成21年） | 26,165   | 27,339            | [ * 20 ] |
| 2010年（平成22年） | 27,153   | 28,560            | [ * 21 ] |
| 2011年（平成23年） | 27,958   | 29,277            | [ * 22 ] |
| 2012年（平成24年） | 29,013   | 30,550            | [ * 23 ] |
| 2013年（平成25年） | 30,399   | 31,926            | [ * 24 ] |
| 2014年（平成26年） | 31,024   | 31,904            | [ * 25 ] |
| 2015年（平成27年） | 32,220   | 33,152            | [ * 26 ] |
| 2016年（平成28年） | 33,280   | 34,619            | [ * 27 ] |
| 2017年（平成29年） | 34,304   | 35,913            | [ * 28 ] |
| 2018年（平成30年） | 34,954   | 37,030            |          |
| 2019年（令和元年） | 35,517   | 37,560            |          |

備註
1. ↑  2005年8月24日開業。此為開業日起至次年3月31日為止的數據。

## 車站周邊
車站西南側是流山市南部一個當初為了配合武藏野線南流山車站的啟用，而進行過土地重劃並且再開發的住宅區，因此地名也根據車站名而稱為「南流山」。至於東北側則是傳統上被稱為鰭崎的住宅重劃區。在南流山車站東北約1公里處，可以見到地方私人鐵路業者流鐵所經營的鰭崎車站（鰭ヶ崎駅）。但因兩站之間距離過遠，轉車並不方便。

## 相鄰車站
東日本旅客鐵道
 武藏野線
新松戶（JM 15）－南流山（JM 16）－三鄉（JM 17）
武藏野線貨物支線（北小金支線）
南流山－北小金
武藏野線貨物支線（馬橋支線）
南流山－馬橋
 首都圈新都市鐵道
 筑波快線
■快速
北千住（TX05）－南流山（TX10）－流山大鷹之森（TX12）
■通勤快速
八潮（TX08）－南流山（TX10）－流山大鷹之森（TX12）
■區間快速
三鄉中央（TX09）－南流山（TX10）－流山大鷹之森（TX12）
■普通
三鄉中央（TX09）－南流山（TX10）－流山中央公園（TX11）

### 使用情況
JR、私鐵1日平均使用人數
1. ↑  各駅の乗車人員 （页面存档备份，存于） - JR東日本
2. ↑  乗車人員 （页面存档备份，存于） - つくばエクスプレス

JR東日本2000年度以後上車人次
1. ↑  各駅の乗車人員（2000年度） （页面存档备份，存于） - JR東日本
2. ↑  各駅の乗車人員（2001年度） （页面存档备份，存于） - JR東日本
3. ↑  各駅の乗車人員（2002年度） （页面存档备份，存于） - JR東日本
4. ↑  各駅の乗車人員（2003年度） （页面存档备份，存于） - JR東日本
5. ↑  各駅の乗車人員（2004年度） （页面存档备份，存于） - JR東日本
6. ↑  各駅の乗車人員（2005年度） （页面存档备份，存于） - JR東日本
7. ↑  各駅の乗車人員（2006年度） （页面存档备份，存于） - JR東日本
8. ↑  各駅の乗車人員（2007年度） （页面存档备份，存于） - JR東日本
9. ↑  各駅の乗車人員（2008年度） （页面存档备份，存于） - JR東日本
10. ↑  各駅の乗車人員（2009年度） （页面存档备份，存于） - JR東日本
11. ↑  各駅の乗車人員（2010年度） （页面存档备份，存于） - JR東日本
12. ↑  各駅の乗車人員（2011年度） （页面存档备份，存于） - JR東日本
13. ↑  各駅の乗車人員（2012年度） （页面存档备份，存于） - JR東日本
14. ↑  各駅の乗車人員（2013年度） （页面存档备份，存于） - JR東日本
15. ↑  各駅の乗車人員（2014年度） （页面存档备份，存于） - JR東日本
16. ↑  各駅の乗車人員（2015年度） （页面存档备份，存于） - JR東日本
17. ↑  各駅の乗車人員（2016年度） （页面存档备份，存于） - JR東日本
18. ↑  各駅の乗車人員（2017年度） （页面存档备份，存于） - JR東日本
19. ↑  各駅の乗車人員（2018年度） （页面存档备份，存于） - JR東日本
20. ↑  各駅の乗車人員（2019年度） （页面存档备份，存于） - JR東日本

JR、私鐵統計資料
1. ↑  千葉県統計年鑑 （页面存档备份，存于） - 千葉県
2. ↑  流山市統計書 （页面存档备份，存于） - 流山市

千葉縣統計年鑑
1. ↑  .   [2020-07-27]. （原始内容存档于2020-01-08）.
2. ↑  .   [2020-07-27]. （原始内容存档于2020-01-08）.
3. ↑  .   [2020-07-27]. （原始内容存档于2020-01-08）.
4. ↑  .   [2020-07-27]. （原始内容存档于2020-01-08）.
5. ↑  .   [2020-07-27]. （原始内容存档于2020-01-08）.
6. ↑  .   [2020-07-27]. （原始内容存档于2020-01-08）.
7. ↑  .   [2020-07-27]. （原始内容存档于2020-01-08）.
8. ↑  .   [2020-07-27]. （原始内容存档于2020-01-08）.
9. ↑  .   [2020-07-27]. （原始内容存档于2020-01-08）.
10. ↑  .   [2020-07-27]. （原始内容存档于2017-09-30）.
11. ↑  .   [2020-07-27]. （原始内容存档于2017-09-30）.
12. ↑  .   [2020-07-27]. （原始内容存档于2017-09-30）.
13. ↑  .   [2020-07-27]. （原始内容存档于2017-09-30）.
14. ↑  .   [2020-07-27]. （原始内容存档于2017-09-30）.
15. ↑  .   [2020-07-27]. （原始内容存档于2017-09-30）.
16. ↑  .   [2020-07-27]. （原始内容存档于2020-01-08）.
17. ↑  .   [2020-07-27]. （原始内容存档于2020-01-08）.
18. ↑  .   [2020-07-27]. （原始内容存档于2020-01-08）.
19. ↑  .   [2020-07-27]. （原始内容存档于2017-08-30）.
20. ↑  .   [2020-07-27]. （原始内容存档于2017-08-30）.
21. ↑  .   [2020-07-27]. （原始内容存档于2017-08-30）.
22. ↑  .   [2020-07-27]. （原始内容存档于2017-08-30）.
23. ↑  .   [2020-07-27]. （原始内容存档于2017-08-30）.
24. ↑  .   [2020-07-27]. （原始内容存档于2017-08-11）.
25. ↑  .   [2020-07-27]. （原始内容存档于2017-08-11）.
26. ↑  .   [2020-07-27]. （原始内容存档于2017-08-11）.
27. ↑  .   [2020-07-27]. （原始内容存档于2020-04-24）.
28. ↑  .   [2020-07-27]. （原始内容存档于2020-04-24）.

## 外部連結
- 車站資訊（南流山）：東日本旅客鐵道
- 南流山站 | 車站資訊、路線圖 | 筑波快線 （页面存档备份，存于）

35°50′16.9″N 139°54′14″E / 35.838028°N 139.90389°E